# Ptychoderini
Ptychoderini es una tribu de coleópteros polífagos de la familia Anthribidae. Contiene los siguientes géneros:

## Géneros
- Cerambyrhynchus Montrouzier, 1855
- Hypselotropis Jekel, 1855
- Phloeopemon Schönherr, 1839
- Phloeotragus Schoenherr, 1823
- Ptychoderes Schoenherr, 1823
- Tribotropis Ickel, 1855